# Setana
Setana (せたな町, Setana-chō) est un bourg du district de Kudō, situé dans la sous-préfecture de Hiyama, sur l'île de Hokkaidō, au Japon.

## Géographie

### Démographie
Au 31 mars 2015, la population de Setana s'élevait à 8 750 habitants répartis sur une superficie de 638,66 km2.

## Jumelage
- Hanford (Californie) (États-Unis)